# Nastri d'argento 2007
La cerimonia di premiazione della 62ª edizione dei Nastri d'argento si è svolta il 23 giugno 2007 al Teatro Antico di Taormina.
I film presenti nelle candidature sono 39 sui 103 presi in considerazione, usciti dal 1º gennaio 2006 al 31 marzo 2007.
Il maggior numero di candidature (sette) è stato ottenuto dai film Il caimano di Nanni Moretti e La sconosciuta di Giuseppe Tornatore.
Il film che ha ricevuto più premi (quattro) è Saturno contro di Ferzan Özpetek.

## Vincitori e candidati
I vincitori sono indicati in grassetto, a seguire gli altri candidati.

### Regista del miglior film
- Giuseppe Tornatore - La sconosciuta
- Marco Bellocchio - Il regista di matrimoni
- Saverio Costanzo - In memoria di me
- Emanuele Crialese - Nuovomondo
- Nanni Moretti - Il caimano
- Ferzan Özpetek - Saturno contro

### Miglior regista esordiente
- Kim Rossi Stuart - Anche libero va bene
- Massimo Andrei - Mater natura
- Alessandro Angelini - L'aria salata
- Giambattista Avellino, Salvo Ficarra e Valentino Picone - Il 7 e l'8
- Libero De Rienzo - Sangue - La morte non esiste
- Roberto Dordit - Apnea

### Migliore produttore
- Angelo Barbagallo e Nanni Moretti (Sacher Film) - Il caimano
- Donatella Botti (Bianca Film) con Rai Cinema - L'aria salata
- Marco Chimenz, Giovanni Stabilini e Riccardo Tozzi (Cattleya) - Ho voglia di te, La stella che non c'è e Lezioni di volo
- Francesca Cima e Nicola Giuliano (Indigo Film) - Apnea e con Fandango e Medusa Film - La guerra di Mario
- Aurelio De Laurentiis (Filmauro) - Il mio miglior nemico, Natale a New York e Manuale d'amore 2 - Capitoli successivi
- Fulvio e Federica Lucisano (IIF) e Giannandrea Pecorelli (Aurora Film) con Rai Cinema - Notte prima degli esami e Notte prima degli esami - Oggi

### Migliore soggetto
- Marco Bellocchio - Il regista di matrimoni
- Francesca Comencini - A casa nostra
- Alessandro D'Alatri e Gennaro Nunziante - Commediasexi
- Ermanno Olmi - Centochiodi
- Francesco Cenni e Michele Pellegrini - Uno su due
- Paolo Sorrentino - L'amico di famiglia

### Migliore sceneggiatura
- Ferzan Özpetek e Gianni Romoli - Saturno contro
- Antonio Capuano - La guerra di Mario
- Emanuele Crialese - Nuovomondo
- Linda Ferri, Federico Starnone, Francesco Giammusso e Kim Rossi Stuart - Anche libero va bene
- Mario Monicelli, Alessandro Bencivenni e Domenico Saverni - Le rose del deserto
- Giuseppe Tornatore - La sconosciuta

### Migliore attore protagonista
- Silvio Orlando - Il caimano
- Diego Abatantuono - La cena per farli conoscere
- Marco Leonardi - Maradona - La mano de Dios
- Giorgio Pasotti e Giorgio Colangeli - L'aria salata
- Giacomo Rizzo - L'amico di famiglia
- Carlo Verdone e Silvio Muccino - Il mio miglior nemico

### Migliore attrice protagonista
- Margherita Buy - Il caimano e Saturno contro
- Laura Chiatti - L'amico di famiglia
- Donatella Finocchiaro - Il regista di matrimoni
- Valeria Golino - La guerra di Mario
- Giovanna Mezzogiorno - Lezioni di volo
- Laura Morante - Cuori (Coeurs)

### Migliore attore non protagonista
- Alessandro Haber - Le rose del deserto e La sconosciuta
- Ninetto Davoli - Uno su due
- Ennio Fantastichini - Saturno contro
- Sergio Rubini - La terra e Commediasexi
- Riccardo Scamarcio e Dario Bandiera - Manuale d'amore 2 - Capitoli successivi
- Filippo Timi - In memoria di me

### Migliore attrice non protagonista
- Ambra Angiolini - Saturno contro
- Michela Cescon - L'aria salata
- Isabella Ferrari - Arrivederci amore, ciao
- Claudia Gerini - La sconosciuta e Viaggio segreto
- Monica Bellucci, Sabrina Impacciatore e Francesca Inaudi - N (Io e Napoleone)
- Francesca Neri - La cena per farli conoscere

### Migliore fotografia
- Maurizio Calvesi - Viaggio segreto
- Luca Bigazzi - La stella che non c'è e L'amico di famiglia
- Arnaldo Catinari - Il caimano e L'aria salata
- Fabio Cianchetti - La terra
- Pasquale Mari - Il regista di matrimoni
- Fabio Olmi - Centochiodi

### Migliore scenografia
- Dante Ferretti - The Black Dahlia
- Giancarlo Basili - Il caimano
- Paola Comencini - A casa nostra
- Andrea Crisanti - La masseria delle allodole
- Marco Dentici - Il regista di matrimoni
- Luca Gobbi - La terra

### Migliori costumi
- Milena Canonero - Marie Antoinette
- Nicoletta Ercole - La sconosciuta
- Maurizio Millenotti - N (Io e Napoleone)
- Liliana Sotira - Baciami piccina
- Lina Nerli Taviani - La masseria delle allodole
- Mariano Tufano - Nuovomondo

### Migliore montaggio
- Francesca Calvelli - Il regista di matrimoni e In memoria di me
- Paolo Cottignola - Centochiodi
- Giogiò Franchini - La guerra di Mario
- Patrizio Marone - Maradona - La mano de Dios
- Jacopo Quadri - La guerra dei fiori rossi
- Marco Spoletini - Anche libero va bene

### Migliore sonoro in presa diretta
- Gabriele Moretti - In memoria di me
- Emanuele Cecere e Daghi Rondanini - La guerra di Mario
- Mario Iaquone - Anche libero va bene
- Gilberto Martinelli - La sconosciuta
- Remo Ugolinelli - La stella che non c'è
- Alessandro Zanon - Il caimano

### Migliore colonna sonora
- Ennio Morricone - La sconosciuta
- Antonio Castrignanò - Nuovomondo
- Andrea Guerra - La ricerca della felicità (The Pursuit of Happyness)
- Lele Marchitelli - Quale amore
- Pivio e Aldo De Scalzi - Piano 17 e Maradona - La mano de Dios
- Teho Teardo - L'amico di famiglia

### Migliore canzone originale
- Passione di Neffa - Saturno contro
- Eppure sentire (un senso di te) di Elisa e Paolo Buonvino - Manuale d'amore 2 - Capitoli successivi
- Ho voglia di te cantata da Laura Chiatti - Ho voglia di te
- Trust in me di Paolo Jannacci e Daniele Moretto - Mi fido di te
- Brucia questo amore cantata da Laura Morante - Liscio

### Migliore film europeo
- Volver di Pedro Almodóvar
- Casino Royale, regia di Martin Campbell
- Il grande silenzio (Die Große Stille), regia di Philip Gröning
- Il vento che accarezza l'erba (The Wind That Shakes the Barley), regia di Ken Loach
- Le mele di Adamo (Adams æbler), regia di Anders Thomas Jensen
- The Queen - La regina (The Queen), regia di Stephen Frears

### Migliore film extraeuropeo
- Lettere da Iwo Jima (Letters from Iwo Jima), regia di Clint Eastwood
- Little Miss Sunshine, regia di Jonathan Dayton e Valerie Faris
- Match Point, regia di Woody Allen
- Still Life (Sanxia haoren), regia di Jia Zhang Ke
- The Departed - Il bene e il male (The Departed), regia di Martin Scorsese
- Water - Il coraggio di amare (Water), regia di Deepa Mehta

### Nastro d'argento al miglior documentario
- L'orchestra di piazza Vittorio, regia di Agostino Ferrente
- Il fantasma di Corleone, regia di Marco Amenta
- Pasolini prossimo nostro, regia di Giuseppe Bertolucci
- Volevo solo vivere, regia di Mimmo Calopresti
- La strada di Levi, regia di Davide Ferrario
- In un altro paese, regia di Marco Turco

### Nastro d'argento alla carriera
- Dino Risi

### Nastro d'argento speciale ai personaggi dell'anno
(assegnati per l'impegno e il particolare exploit artistico e professionale dell'annata)
- Fausto Brizzi «regista esordiente di Notte prima degli esami (2006), che a tempo di record ha confermato di aver fatto centro sul pubblico con una seconda prova, Notte prima degli esami - Oggi (2007) decisamente all'altezza del debutto»[2]
- Gabriele Muccino «per il successo di un film con il quale ha confermato un talento internazionale, conquistando la stima e l'attenzione di un mondo, e di un mercato, quello hollywoodiano, fino alle nomination per gli Oscar»[2]
- Michele Placido per «la straordinaria versatilità con la quale ha siglato, da attore non protagonista, non un film ma una bella stagione: una prova di alta qualità professionale che conferma una personalità unica, nel panorama del cinema italiano. E mai scontata»[2]

### Nastro d'argento europeo
- Sergio Castellitto
- Martina Gedeck

### Premio Guglielmo Biraghi
- Elio Germano - Mio fratello è figlio unico e N - Io e Napoleone